# Bandeira (Minas Gerais)
Bandeira is een gemeente in de Braziliaanse deelstaat Minas Gerais. De gemeente telt 5.521 inwoners (schatting 2009).

## Aangrenzende gemeenten
De gemeente grenst aan Almenara, Divisópolis, Jacinto, Jordânia, Mata Verde en Macarani (BA).